# Théâtre sur la Balustrade
Le théâtre sur la Balustrade (Divadlo Na zábradlí) est un théâtre de Prague. Václav Havel y créa ses premières pièces : La Fête en plein air (1963), Avertissement (1965), La difficulté avant de se concentrer (1968)

## Histoire

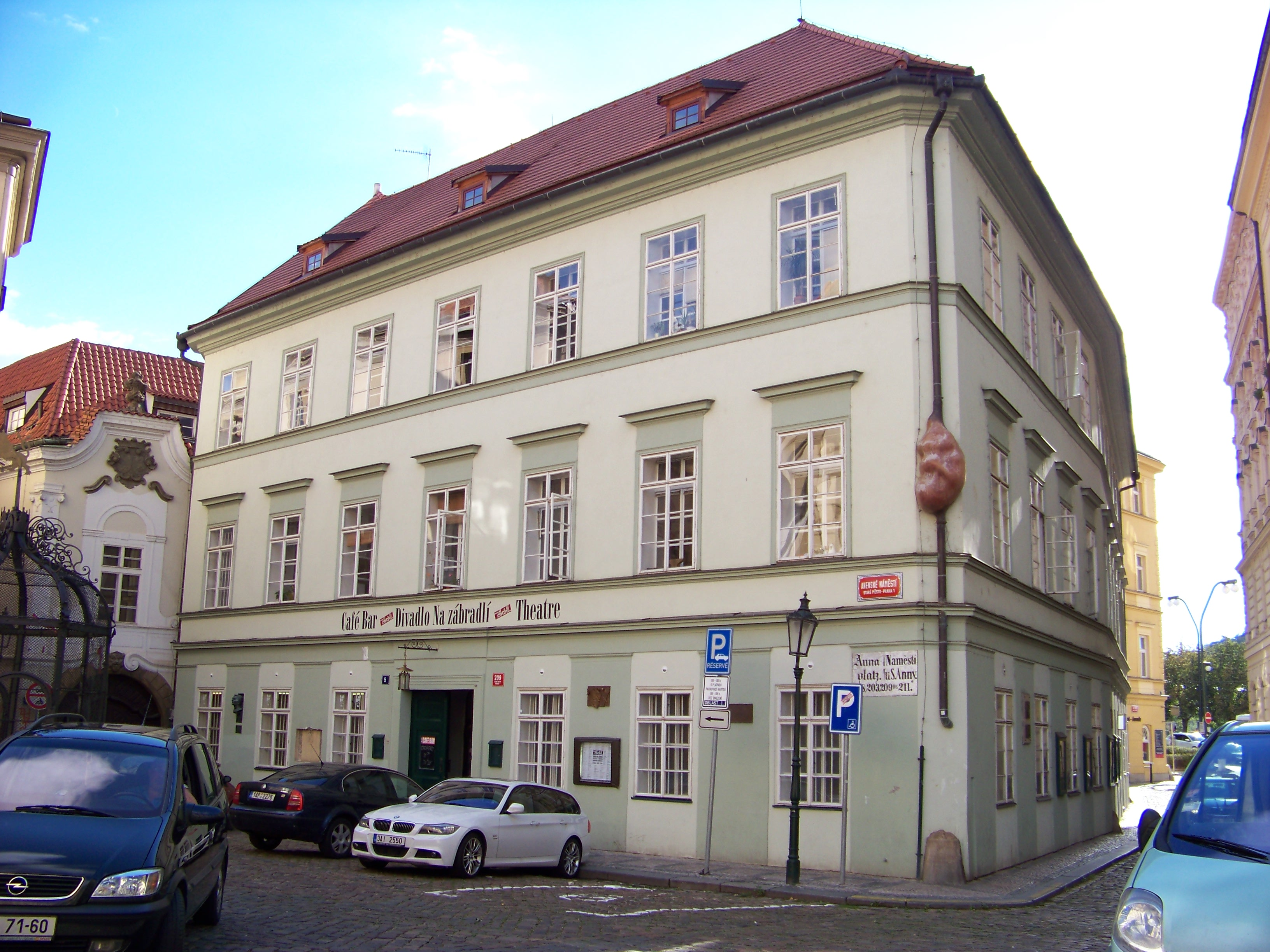
Le théâtre sur la Balustrade en 2013.

Le théâtre sur la Balustrade fut fondé en 1958 par Helena Philipová, Ivan Vyskočil (cs), Jiří Suchý et Vladimír Vodička. Il tire son nom d'une rue de la vieille ville de Prague.
La représentation inaugurale, un spectacle de cabaret intitulé Si mille clarinettes (Kdyby tisíc klarinetů), eut lieu le 9 décembre 1958. Trois mois plus tard, Ladislav Fialka (en) et sa troupe de pantomime rejoignirent le théâtre, remettant au goût du jour un genre oublié. Jusqu'à la mort de Ladislav Fialka en 1991, mime et théâtre coexisteront.
Au début des années 1960, avec l'arrivée du metteur en scène Jan Grossman, du décorateur Libor Fára et du machiniste et éclairagiste puis dramaturge Václav Havel, le Théâtre sur la Balustrade devint le centre tchèque du théâtre de l'absurde.
Bien que le théâtre sur la Balustrade s'était construit une réputation à l'étranger (ou à cause d'elle, justement) et en Tchécoslovaquie, Jan Grossman et Václav Havel furent contraints de quitter le théâtre en 1968, année du Printemps de Prague.
Dans les années 1970 et 1980, le théâtre devint un refuge pour les réalisateurs de la Nouvelle Vague tchécoslovaque des années 1960, dont le travail été rejeté à cause de la Normalisation. Hormis les productions dirigées par Jaromil Jireš, Jiří Krejčík, Jiří Menzel, Juraj Herz, c'était essentiellement Evald Schorm qui collaborait avec le théâtre à partir de 1976, réussissant à attirer des acteurs comme Jiří Bartoška (en), Karel Heřmánek (cs), Jana Preissová (cs), Pavel Zedníček (cs) ou Ladislav Mrkvička (cs).
Jan Grossman revint en 1989 comme metteur en scène et directeur jusqu'en 1993, date de sa mort. Il fut remplacé à la direction par Doubravka Svobodová (qui exerça cette fonction jusqu'en 2013) et à la direction artistique par Petr Lébl (en), qui mourut en 1999.
En 2014, la direction artistique est assurée par un trio issu du théâtre Reduta de Brno : Petr Štědroň, Jan Mikulášek (cs) et Dora Viceníková.

## Le bâtiment
Le bâtiment qui abrite le théâtre sur la Balustrade a subi plusieurs reconstructions (aux XIXe, XXe et XXIe siècles), mais il doit sa forme actuelle à la reconstruction opérée par Jan  Kristian Vítek en 1832 (avant, c'était une maison médiévale).
Avant la Seconde Guerre mondiale, le bâtiment abrita l'Union des compagnons catholiques (Jednotu katolických tovaryšů)

## Source de la traduction
- (en) Cet article est partiellement ou en totalité issu de l’article de Wikipédia en anglais intitulé « Theatre on the Balustrade » (voir la liste des auteurs).